# ホレイショ・ゲイツ
ホレイショ・ロイド・ゲイツ（英: Horatio Lloyd Gates、1727年頃 - 1806年4月10日）は、アメリカ独立戦争中の大陸軍将軍。サラトガの戦いでの大陸軍の勝利に貢献したが、大敗を喫したキャムデンの戦いではその責任が問われ非難されてもいる。

## 初期の経歴
ゲイツはイングランドのエセックスにあるモールドンの町で、ボルトン公爵の女主人の家政婦の息子として生まれた。母親の伝手で、政治家であり小説家でもあったホレス・ウォルポールが名付け親となった。1745年、イギリス軍の中尉に任命された。彼はオーストリア継承戦争では第20歩兵連隊に加わり、ドイツで従軍した。1750年には第45歩兵連隊で大尉に昇進した。ゲイツは1754年にその位を売却し、ニューヨーク植民地軍の大尉職を購入した。

### 七年戦争
フレンチ・インディアン戦争では、アメリカのエドワード・ブラドック将軍のもとで従軍した。1755年、オハイオ渓谷の支配を狙い失敗に終わったブラドック遠征隊にも従った。この時の軍隊に従った者には、後にアメリカ独立戦争で指導者を務めたトマス・ゲイジ、チャールズ・リー、ダニエル・モーガンおよびジョージ・ワシントンがいた。1762年には少佐として第45歩兵連隊に復帰した。ゲイツは後に西インド諸島への遠征に参加し、マルティニーク島の占拠にも加わっていた。
1754年、ゲイツはエリザベス・フィリップスと結婚し、1758年には一人息子ロバートが生まれた。イギリス軍の中での昇進は金や人脈を必要としていたので、ゲイツの軍歴は滞りがちだった。彼は1769年に少佐で退役し、アメリカに移民し、バージニア植民地の質素な農園に入った。

## アメリカ独立戦争
1775年5月の末頃、革命の報に接したゲイツはマウントバーノンに駆けつけて、ジョージ・ワシントンに従軍を申し出た。6月、大陸会議は大陸軍の組織化を始めた。ワシントンは総司令官の職を受け入れるときに、ゲイツを副官に指名するよう推薦した。6月17日、大陸会議はゲイツを大陸軍の准将と総務局長に任命した。ゲイツはアメリカ軍の初代総務局長と考えられている。
ゲイツとチャールズ・リーはイギリス正規軍でそこそこの経験を積んでいたので、彼の以前の軍歴は、巣立ちしたばかりの軍隊にとって何物にも替えがたいものだった。副官としてのゲイツは、軍隊の記録や命令の体系を作り、様々な植民地にいる部隊の標準化を手助けした。
ゲイツの管理能力は優秀だったが、彼自身は野戦での指揮を望んだ。1776年6月までに彼は少将に昇進し、ジョン・サリバンに代わってカナダ方面軍の指揮官に指名された。

### 野戦指揮官　サラトガおよび北部戦線
指揮官としてのゲイツは副官の任務に比べるとはかばかしい成果が得られなかった。北部戦線では、彼がその指揮に就く前にカナダ侵攻作戦を放棄していた。北部方面軍での彼は結局フィリップ・スカイラー将軍の助手を務めたに過ぎなかった。
トレントンの戦いの時にゲイツの部隊はワシントンの下にあったが、ゲイツ自身は参戦しなかった。ゲイツはいつも防衛作戦の主唱者だったので、この時もワシントンとの議論で攻撃作戦よりも更に撤退する方を主張した。ワシントンが彼の提言を却下した時、ゲイツは仮病を使って夜襲に参加しない言い訳にした。ゲイツは常にワシントンではなく自分が大陸軍を指揮すべきであるという考えであり、この考えはニューイングランド選出の大陸会議代議員の中で数人の富裕で著名な層にも支持されていた。12月までにゲイツは大陸会議に自分を司令官に指名するよう活発な働きかけを行った。しかし、ワシントンがトレントンとプリンストンで劇的な勝利を得るに及んで、誰が指揮を執るべきかという議論に終止符が打たれた。ゲイツはニューヨークのスカイラーを手助けする命令を受け北に行かされた。1777年、スカイラーとアーサー・セントクレアがタイコンデロガ砦を失ったことで大陸会議が2人を非難し、8月4日、北部で長くて退屈な任務を続けていたゲイツに北部方面軍の指揮官を任せることになった。

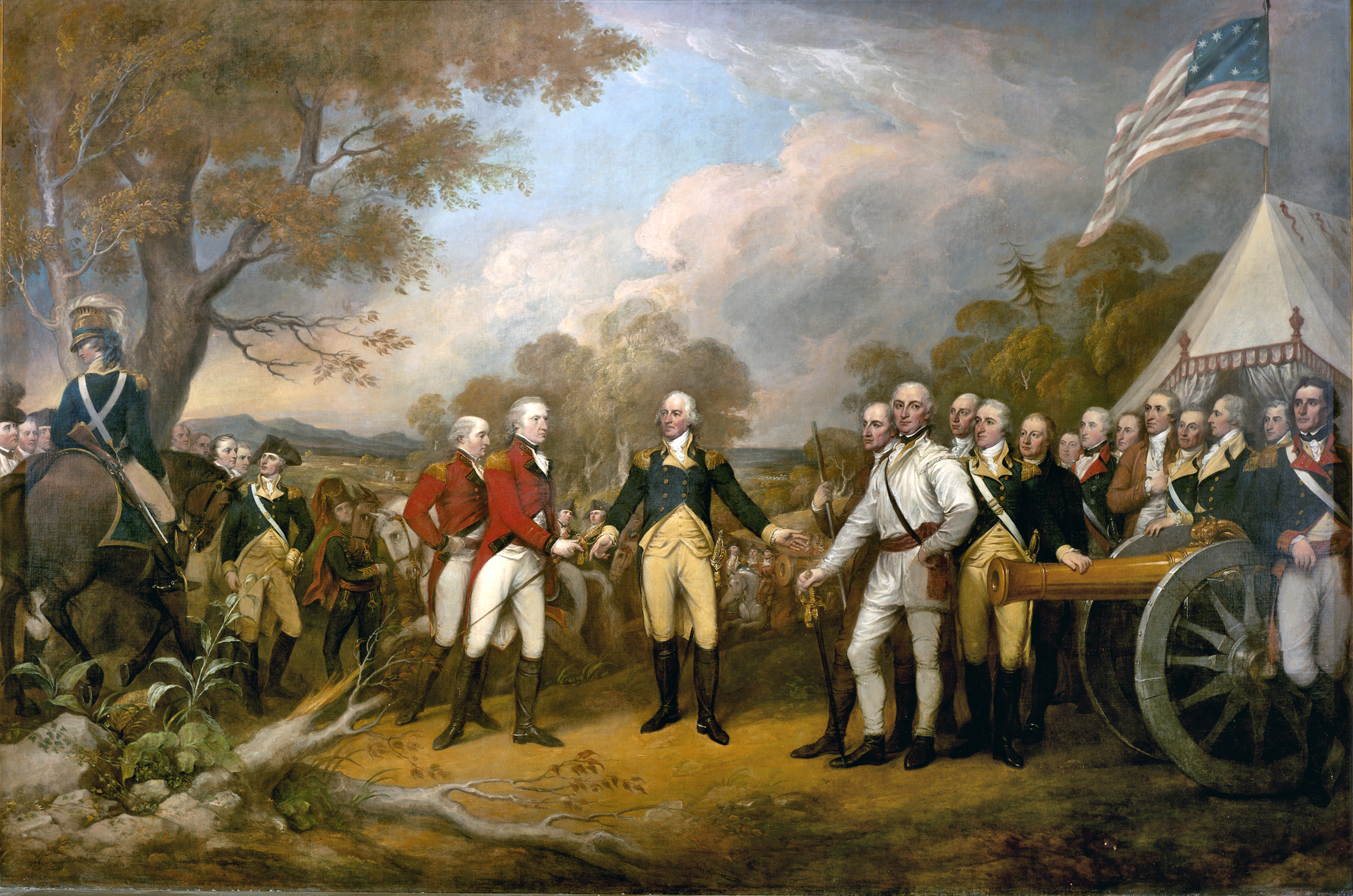
ジョン・バーゴインの降伏
中央で両手を広げているのがゲイツ

ゲイツは8月19日に北部方面軍指揮官に着任したが、これはサラトガの戦いでジョン・バーゴインの侵略を阻止する正にその時に間に合ったことになった。ゲイツと彼の支持者はバーゴインの降伏と戦勝の功績はゲイツにあるとしたが、実際の戦闘は野戦の指揮官であったベネディクト・アーノルド、エノック・プア、ベンジャミン・リンカーンやダニエル・モーガンによって行われたものだった。ベニントンの戦いでジョン・スタークがかなりの数のイギリス軍を破った（スターク軍は900名以上のイギリス軍兵士を殺害または捕虜とした）こともサラトガの勝利の重要な要因だった。アメリカ合衆国議会議事堂のロタンダに掛けられているジョン・トランブル描く絵画『バーゴイン将軍の降伏』ではゲイツが中央に立って目立っている
。
ベニントン、スタンウィックス砦およびサラトガでのイギリス軍に対する戦勝に対して、大陸会議決議でゲイツに名誉勲章が贈られた（この勲章の金と銅のレプリカが、傑出した軍功を認定したときに、総務局長の司令部連隊協会によって現在も与えられている）。
この時期、ジョージ・ワシントンが大陸軍の主力にあって目立った成果を上げていなかったので、ゲイツはサラトガの勝利を政治的に最大限に利用しようとした。ゲイツは上官であるワシントンではなく、大陸会議に直接報告書を送ることでワシントンを侮辱した。ゲイツの友人とニューイングランドの代議員による強い要請で、大陸会議はゲイツを戦争委員会の議長に指名した。このポストはゲイツが野戦指揮を執りながらであったので、前例のない論争を呼ぶことになった。再びゲイツと大陸会議の彼の友人の働きかけにより、大陸会議はワシントンの総司令官の任務をゲイツに置き換えることを考えていた。この時コンウェイ陰謀が露見し、政治的な工作は終りを告げた。ゲイツは戦争委員会を辞任し、1778年11月、東部方面軍の指揮官に異動した。

### 野戦指揮官　キャムデンおよび南部戦線
1780年5月、サウスカロライナのチャールストン陥落と南部方面軍のベンジャミン・リンカーン軍の降伏の知らせが大陸会議に届いた。5月7日、大陸会議は投票によりゲイツを南部方面軍の指揮官に指名した。彼はこの知らせを現在のウエストバージニアのシェパーズタウン近くにある自宅で受け取った。ゲイツは1780年7月25日、ノースカロライナ植民地のディープ川近くにいた残存南部方面軍の指揮のために南に向かった。
ゲイツは大陸軍の南部方面軍とそこの民兵を指揮してまず8月16日キャムデンの戦いでチャールズ・コーンウォリス指揮するイギリス軍と戦い、完璧に打ち破られた。この作戦でゲイツが唯一成し得たことと言えば、馬の背で3日間北へ向かって170マイル (270 km) を逃げおおせたことだけだった。ゲイツはひどく落胆したが、10月に彼の息子ロバートが戦死したことで追い討ちを掛けられた。12月3日、ナサニエル・グリーンがゲイツの後任となり、ゲイツはバージニアの家に戻った。キャムデンの潰走のために、大陸会議はゲイツを尋問委員会（現在の軍法会議）に掛け、そのときのゲイツの行動を調べることになった。

### 野戦指揮官　ウェストポートの戦い
1780年7月、ゲイツはコネチカット植民地の南部でロイヤリストとの小さな戦闘に関わった。その地域はアメリカでも繊維貿易の中心であり、イギリスが主要な輸出市場にしていた。この戦闘で損失は何も報告されていないが、ロイヤリストの家畜が殺され、イギリス軍にとって重要な食糧供給源が絶たれた。

### ニューバーグでの参謀業務
他の士官に対する軍法会議を支持する者（特に先例、例えばアーノルドとの比較をする者）の常として、ゲイツはキャムデンの戦いでの行動を糾弾する尋問委員会に激しく反論した。ゲイツは再び野戦で指揮を執ることは無かったが、ニューイングランドの支持者達が彼に救いの手を差し伸べ、1782年に大陸会議はキャムデン惨事の追求をすることをやめた。ゲイツはニューバーグのワシントンのもとで参謀として復帰した。1783年のニューバーグ陰謀ではゲイツも加担していたという噂もあった。ゲイツはこのことを認めたかもしれないが、いまだに真相は不明である。

## 独立戦争の後
ゲイツの妻エリザベスが1783年の夏に死んだ。ゲイツは1784年に退役し、バージニアの家に戻った。彼はそこでバージニア・シンシナティ協会（元大陸軍士官の組織）の副会長を務め、人生の再構築を図った。彼はリチャード・モントゴメリー将軍の未亡人に結婚を申し出たが拒絶された。1786年、ゲイツは裕福な未亡人メアリー・バレンスと再婚した。メアリーはリバプールの出身であり、その姉妹やバーソロミュー・ブース牧師と共に1773年に植民地に渡って、メリーランド植民地で男子の寄宿学校を運営していた。
ゲイツは友人のジョン・アダムズの勧めに従い、バージニアの所有地を売り払い、奴隷を解放した。年老いた夫婦はマンハッタン島の農園に移った。ゲイツはトーマス・ジェファーソンが大統領選挙に出たときこれを支持し、そのために長年続いたジョン・アダムズとの友情が終わった。ゲイツ夫婦はニューヨークの社交界で活動を続け、1800年にはニューヨーク州議会の議員を1期務めた。ゲイツは1806年4月10日に死んだ。なお、皮肉なことに、ジェファーソンが大統領を辞めた数年後に、ジェファーソンとアダムズは復縁している。ゲイツはウォールストリートのトリニティ教会墓地に埋葬された。ただし、その墓所は不明のままである。

## ギャラリー

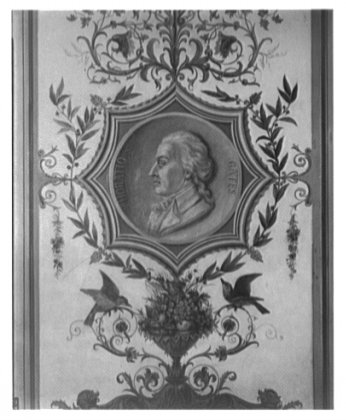
アメリカ合衆国議会議事堂の上院回廊にあるフレスコ画
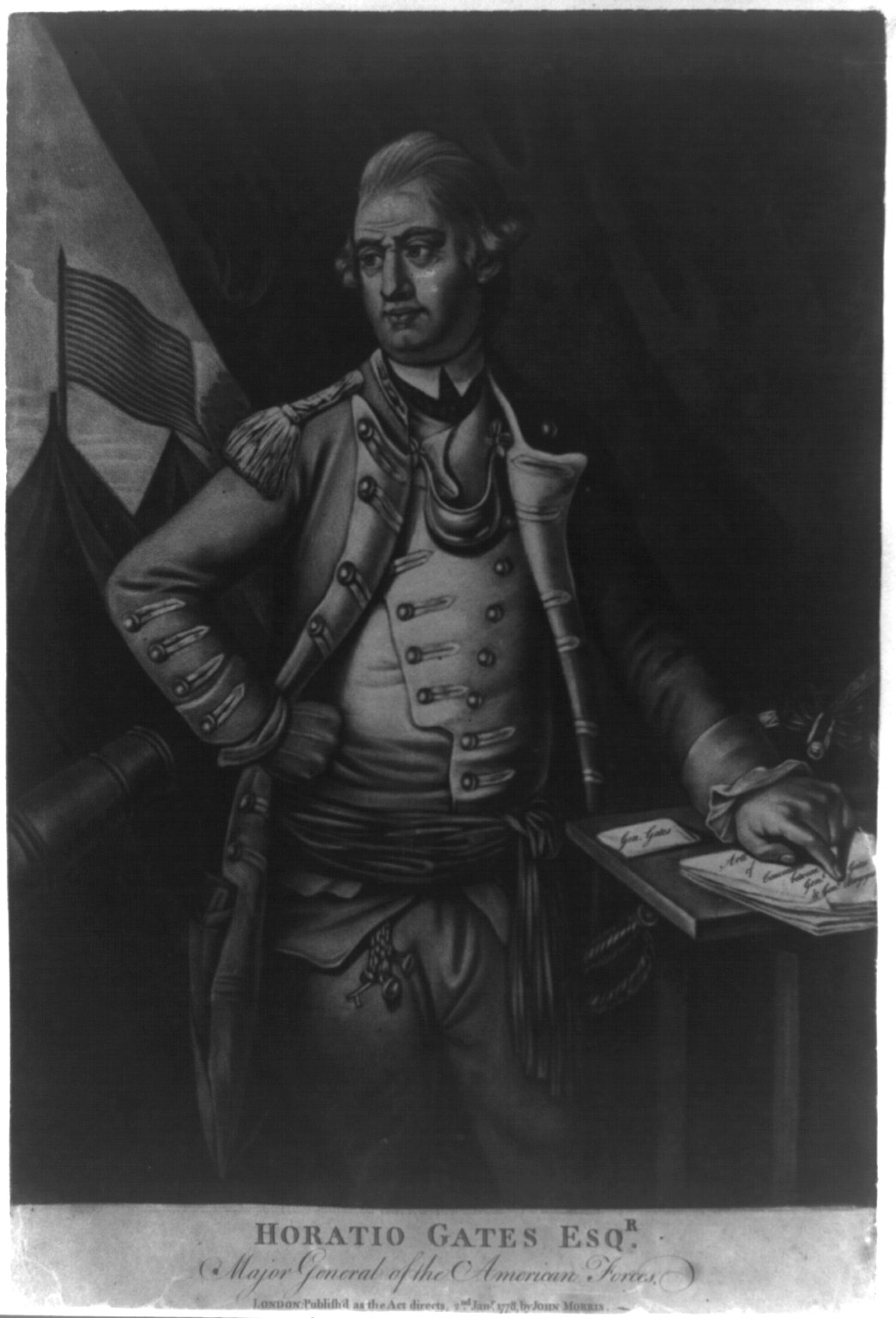
1778年のゲイツ、大陸軍少将
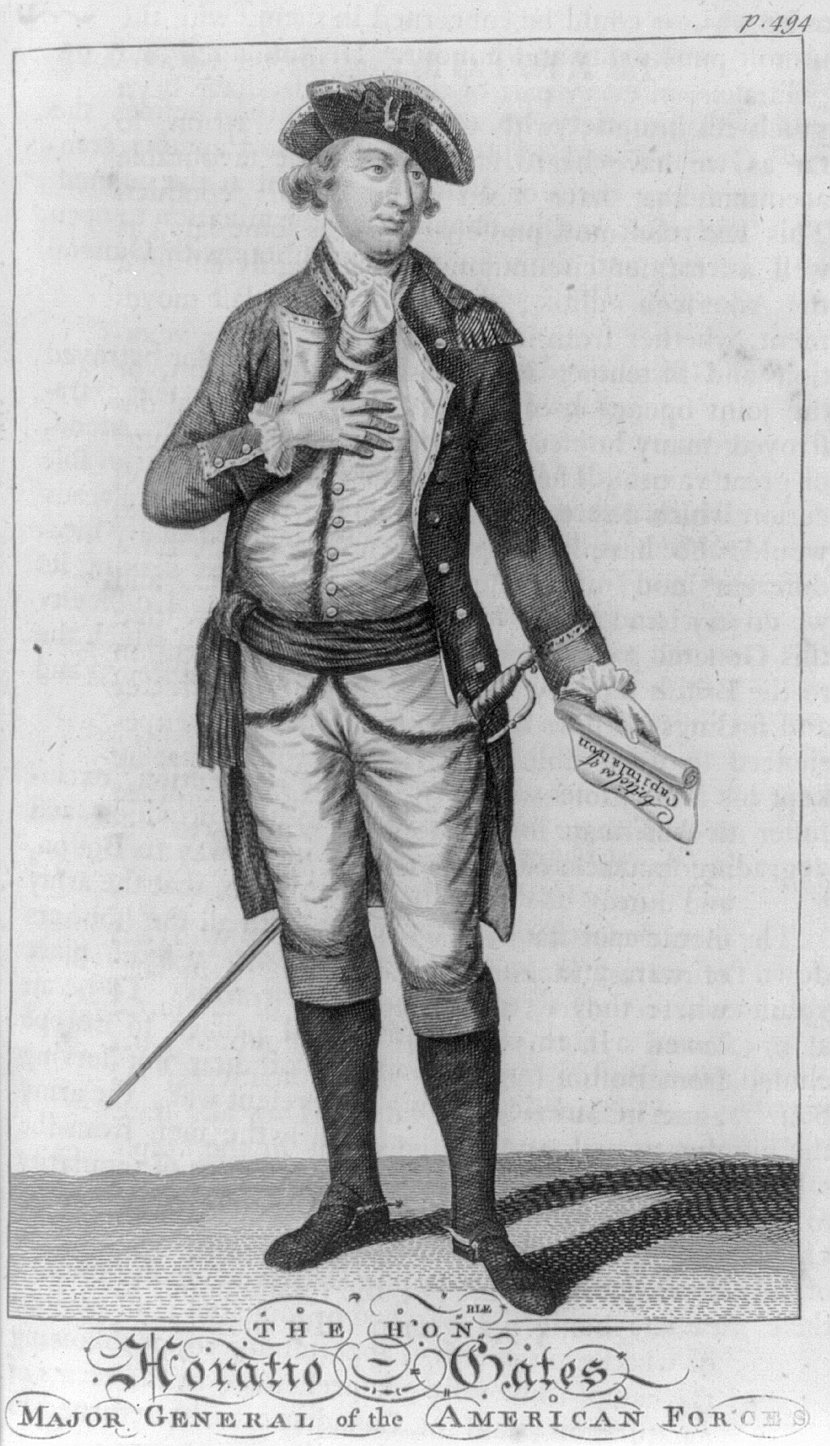
1780年のゲイツ
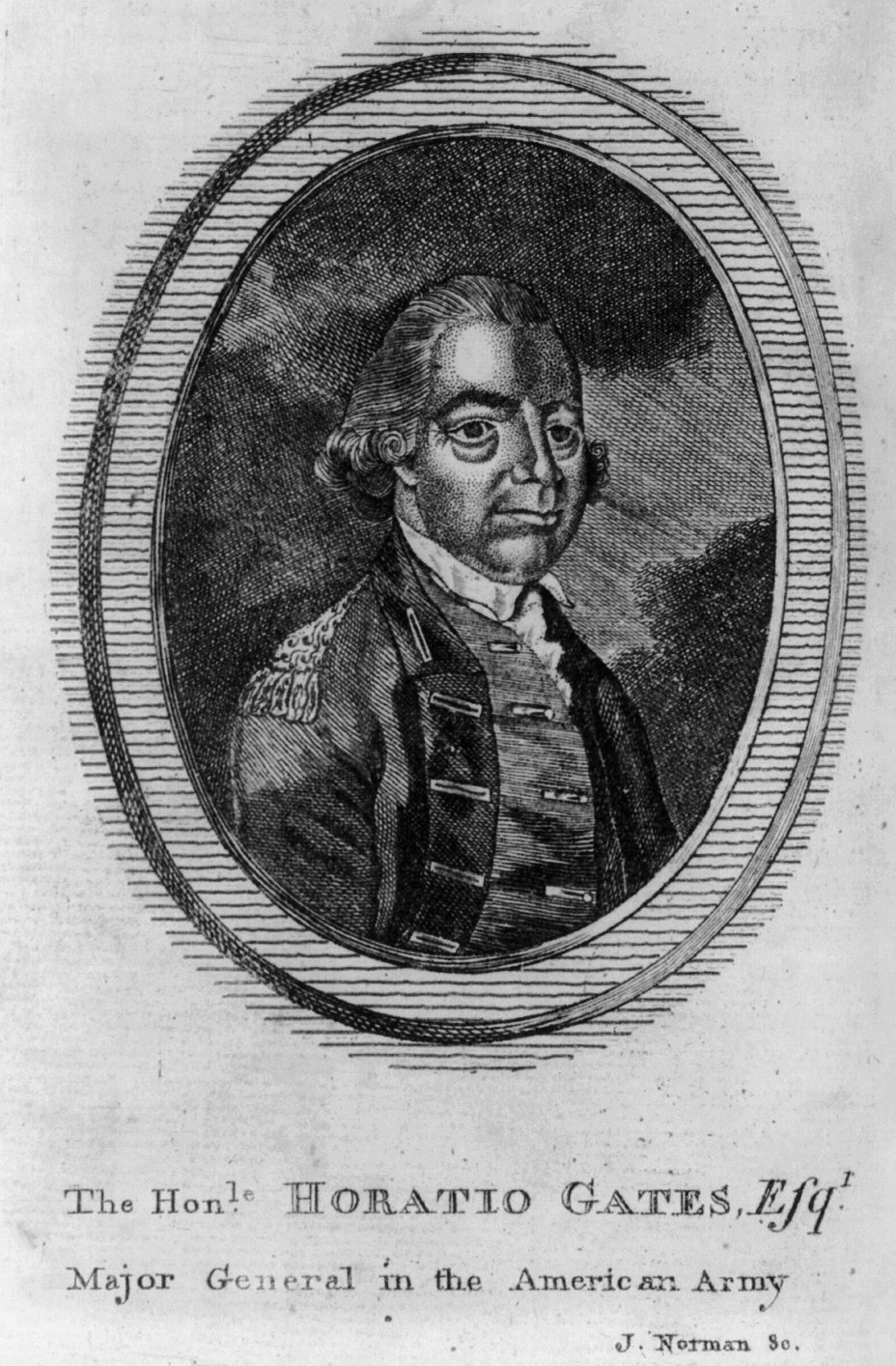
同左
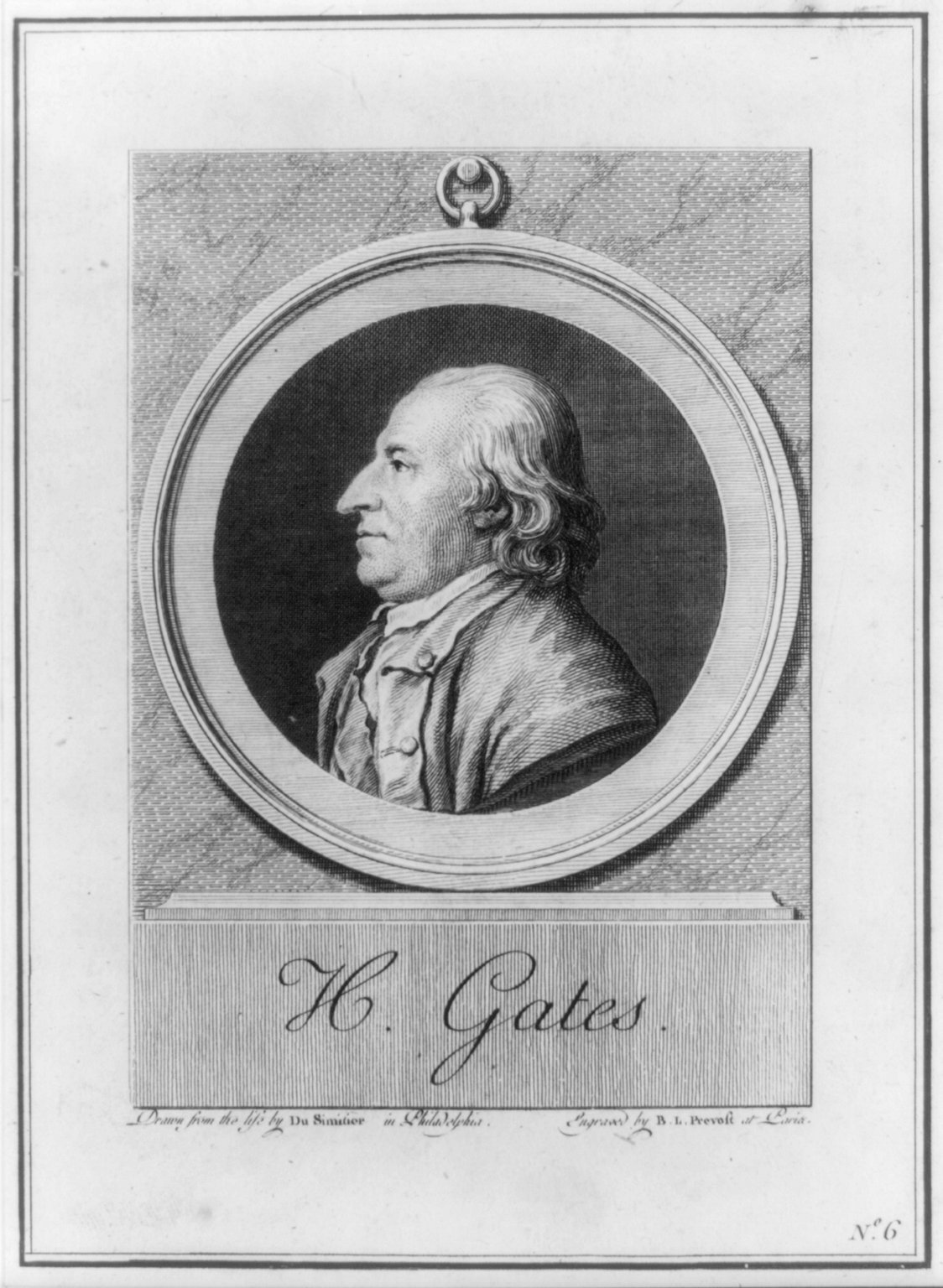
1781年にフィラデルフィアのデュ・シミティーアが描いたゲイツ
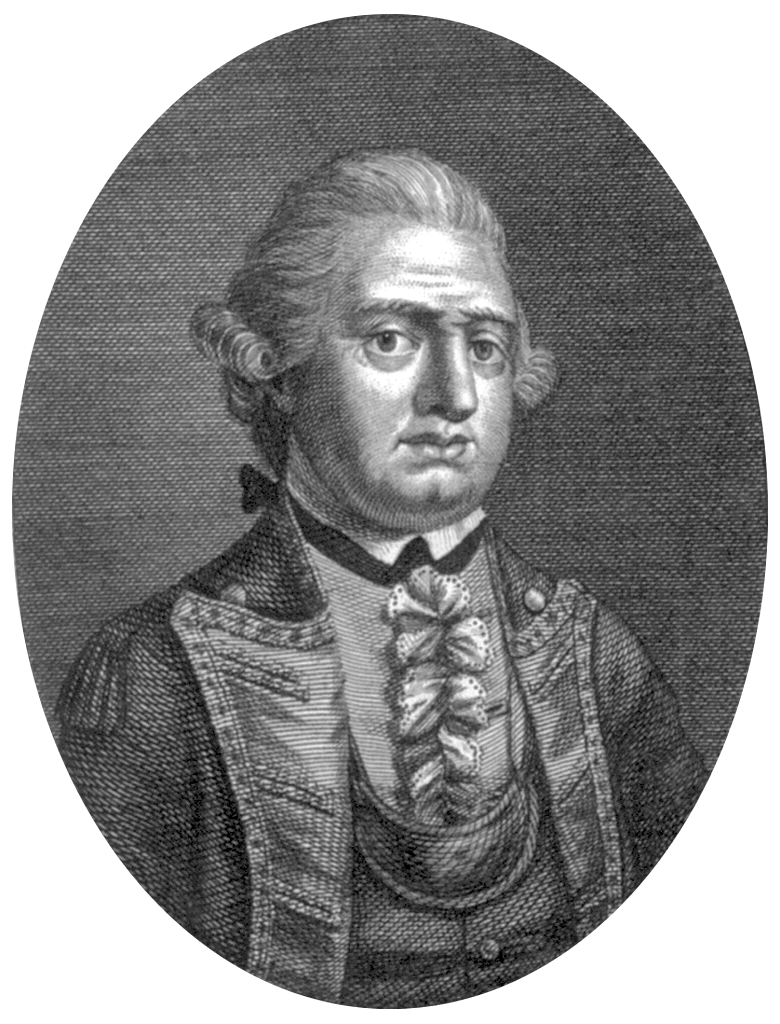
1782年のゲイツ
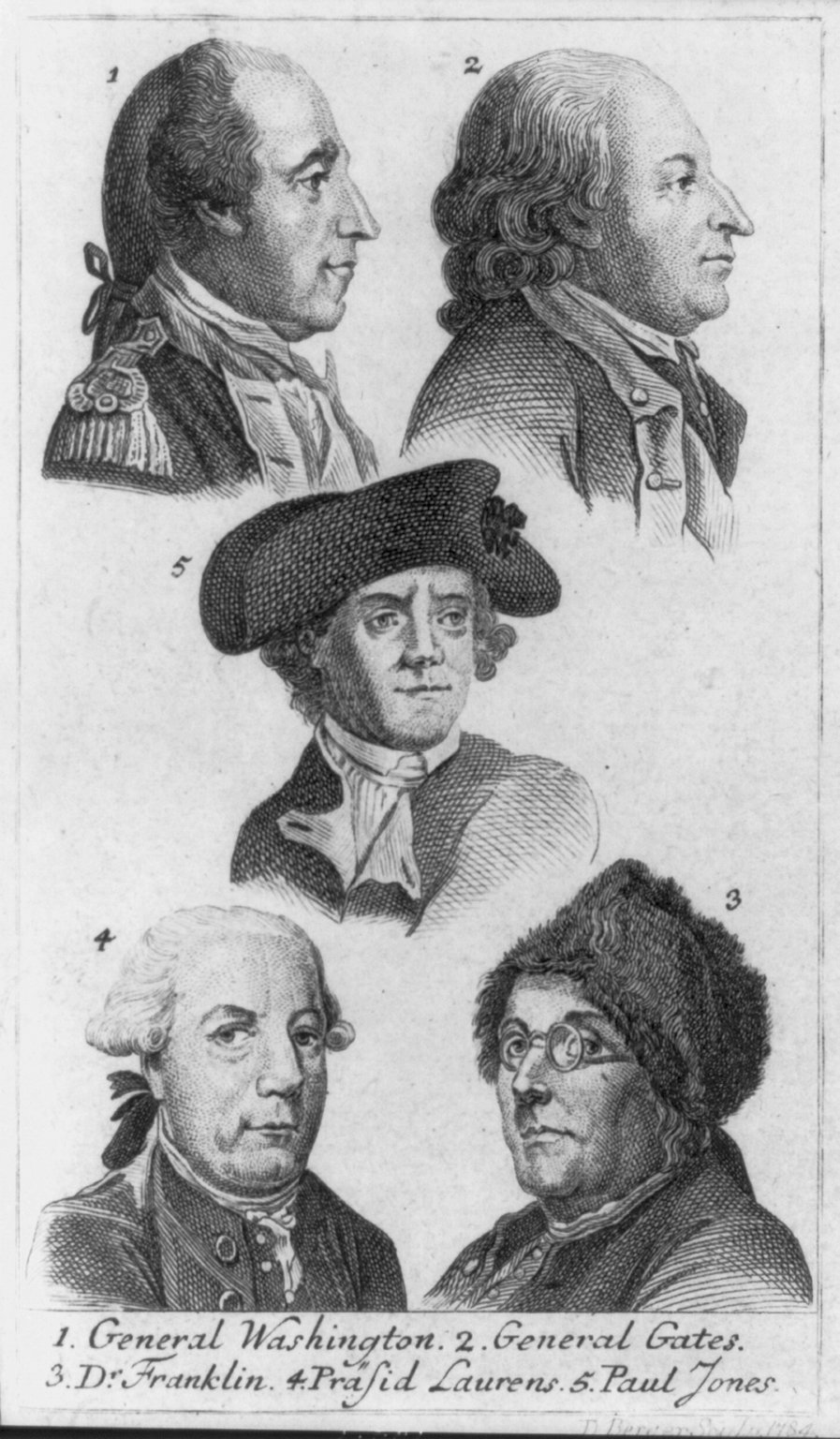
1.ジョージ・ワシントン将軍 2.ホレーショ・ゲイツ将軍 3.ベンジャミン・フランクリン 4. ヘンリー・ローレンス 5. ジョン・ポール・ジョーンズ. 1784.
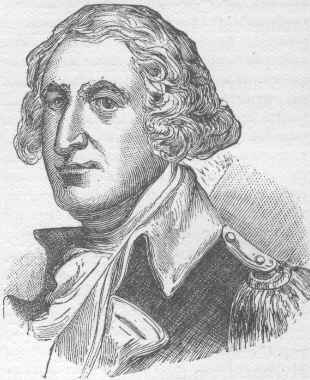
1781年のゲイツ